# Halysidota grandis
Halysidota grandis är en fjärilsart som beskrevs av Rothschild 1909. Halysidota grandis ingår i släktet Halysidota och familjen björnspinnare. Inga underarter finns listade i Catalogue of Life.